# شرکت لوله‌سازی اهواز
شرکت لوله‌سازی اهواز شرکت تولیدی ایرانی است، که در زمینه ساخت خط لوله انتقال نفت خام و گاز طبیعی فعالیت می‌نماید.
شرکت لوله‌سازی اهواز در اوایل سال ۱۳۴۶ توسط شرکت ملی نفت ایران تأسیس شد و در مهرماه همان سال فعالیت خود را آغاز نمود. در سال ۱۳۷۹ در راستای طرح خصوصی‌سازی، این شرکت به بخش خصوصی واگذار گردید.
در حال حاضر سهام‌داران اصلی این شرکت شامل شرکت سرمایه‌گذاری صندوق بازنشستگی کشوری ۵۵٫۵٪، شرکت سرمایه‌گذاری صدر تأمین ۲۵٫۵٪ و شرکت سرمایه‌گذاری صندوق بازنشستگی صنعت نفت ۱۹٪ می‌باشند.
شرکت لوله‌سازی اهواز با ظرفیت تولید سالانه ۶۰۰ هزار تن انواع لوله‌های فولادی، ۴ میلیون متر مربع پوشش خارجی و ظرفیتی بالغ بر ۳ میلیون و ۵۰۰ هزار متر مربع پوشش داخلی بعنوان بزرگ‌ترین تولیدکنندگان لوله در خاورمیانه، شناخته می‌شود. دفتر مرکزی این شرکت در شهر اهواز قرار دارد.